# Megachile gowdeyi
Megachile gowdeyi är en biart som beskrevs av Cockerell 1931. Megachile gowdeyi ingår i släktet tapetserarbin, och familjen buksamlarbin. Inga underarter finns listade i Catalogue of Life.